# Lawsonia (Bakteriengattung)
Lawsonia ist eine Gattung gramnegativer Bakterien mit nur einer Art, Lawsonia intracellularis. Die Maße der gebogenen, teilweise auch geraden stäbchenförmigen Zellen sind ungefähr 0,25 – 0,5 × 1,25 – 1,75 μm. Die Zellen sind unbeweglich und wachsen unter mikroaerophiler Atmosphäre streng intrazellulär. Zur Anzucht sind deshalb nur Zellmedien geeignet. Die Anreicherung findet in der Rattenenterozytenzelllinie IEC-18 und in der intestinalen Epithelzelllinie Henle 407 statt.

## Pathogenität und Lebenszyklus
Lawsonia intracellularis ist pathogen für Schweine und verursacht die Durchfallerkrankung Porcine proliferative Enteritis. Auch bei Pferden, Schafen, Kaninchen, Ratten, Füchsen, Weißwedelhirschen und Straußen wurde die Art nachgewiesen.
Nachdem das Bakterium an die äußeren Zellmembranen der Enterozyten des Wirtes angeheftet hat, wird es kurze Zeit später durch Phagozytose aufgenommen. Nach bis zu ca. 3 Stunden löst sich die durch die Phagocytose gebildete Vakuole auf, das Bakterium liegt nun frei im Cytoplasma der Wirtszelle und beginnt sich zu vermehren. Das Bakterium erscheint dann hauptsächlich apikal in den befallenen Epithelzellen des Darms (Enterocyten) auf. Es wird aber auch vereinzelt in tieferen Schichten wie der muscularis gefunden. Bei Affen wurden dort im Rahmen der Infektion auch Granulome beschrieben. Der Lebenszyklus ähnelt dem von Orientia tsutsugamushi, der zu den Rickettsiaceae zählende Erreger des Tsutsugamushi-Fiebers.

## Systematik
Bisher ist Lawsonia intracellularis die einzige Art der Gattung. Als nächster Verwandter stellte sich in DNA-Untersuchungen überraschenderweise Helicobacter heraus. Obwohl Lawsonia zu der Familie Desulfovibrionaceae zählt, ist das Bakterium kein Desulfurizierer. Diese freilebenden, auch als Sulfatatmer bezeichneten, Bakterien gewinnen Energie aus der Reduktion von dem eigenständig aufgenommenen Sulfat (SO42−) zu Sulfid (Sulfid-Ion S2−). Lawsonia hingegen ist völlig auf den Wirt angewiesen. Die zu der gleichen Familie gestellte Gattung Bilophila zählt ebenfalls nicht zu den Sulfat-reduzierenden Bakterien, es wurde unter anderem in Patienten mit Blinddarmentzündungen gefunden. Die drei Gattungen wurden aufgrund Ergebnisse von DNA-Untersuchungen, trotz der Unterschiede des Stoffwechsels und der Lebensweise, in die gleiche Familie gestellt.
In älterer Literatur findet man das Bakterium auch unter dem Namen „Campylobacter-like bacterium“. Des Weiteren ist Lawsonia auch der wissenschaftliche Gattungsname der Pflanzengattung Hennastrauch. Für die Art Lawsonia intracellularis McOrist et al. 1995 sind (oder waren) auch die Bezeichnungen „Candidatus intracellularis“ Murray and Stackebrandt 1995 und „Ileal symbiont intracellularis“ Gebhart et al. 1993 geläufig.